# Lehota
Lehota (Hongaars: Abaszállás) is een Slowaakse gemeente in de regio Nitra, en maakt deel uit van het district Nitra.
Lehota telt 1.965 inwoners.